# Wentworth (Észak-Karolina)
Wentworth település az Amerikai Egyesült Államok Észak-Karolina államában, Rockingham megyében, melynek megyeszékhelye is. Lakosainak száma 2662 fő (2020. április 1.).

## Népesség
A település népességének változása:

| 2010 | 2 807 |
| 2020 | 2 662 |